# ماري تريز معلوف
ماري تريز معلوف (ولدت في 29 نوفمبر 1987) هي ممثلة لبنانية.

## مسيرتها الفنية
ولدت بزحلة بلبنان. أنهت دراستها الثانوية في ثانوية راهبات العائلة المقدسة. التحقت بالجامعة اللبنانية كلية العلوم الاجتماعية. بدايتها في عالم التمثيل كان في مسلسل "قصتي قصة"، حققت شهرة كبيرة بعد أدائها دور رنا الحبيبة السابقة لفارس بمسلسل عروس بيروت.

## أعمالها

### المسلسلات
- قصتي قصة 2006
- أماليا 2013
- غزل البنات 2014
- بوح السنابل 2018
- عروس بيروت ج1 2019
- عروس بيروت ج2 2020